# Ordynariat Polowy Portugalii
Ordynariat Polowy Portugalii – ordynariat polowy  w Portugalii. Powstał w 1966 jako wikariat wojskowy Portugalii. Promowany do rangi ordynariatu w 1986.

## Lista biskupów

### Wikariusze
- Manuel Gonçalves Cerejeira (1966 – 1972)
- António Ribeiro (1972 –  1986)

### Ordynariusze
- António Ribeiro (1986 –  1998)
- Januário Torgal Mendes Ferreira (2001 – 2013)
- Manuel Linda (2013 – 2018)
- Rui Valério (2018 – 2023)
- Sérgio Manuel Ribeiro Dinis (od 2024)